# Luigi Romanelli
Luigi Romanelli (Roma, 21 luglio 1751 – Milano, 1º marzo 1839) è stato un librettista italiano.

## Biografia
Scrisse decine di libretti, la maggior parte per la Scala di Milano. Nella stessa città fu anche professore di declamazione al conservatorio.

## Opere su libretto di Romanelli
| Titolo                                                | Genere                    | Atti   | Musicista                      | Première          | Città, teatro                |
| ----------------------------------------------------- | ------------------------- | ------ | ------------------------------ | ----------------- | ---------------------------- |
| Virginia                                              | dramma serio per musica   | 3 atti | Angelo Tarchi                  | 8 settembre 1785  | Firenze, Teatro alla Pergola |
| Virginia                                              | opera seria               | 3 atti | Joachim Albertini              | 7 gennaio 1786    | Roma, Teatro delle Dame      |
| Il fabbro parigino o sia La schiava fortunata         | dramma giocoso per musica | 2 atti | Valentino Fioravanti           | 9 gennaio 1789    | Roma, Teatro Capranica       |
| Il trionfo del bel sesso ossia La forza delle donne   | opera buffa               | 2 atti | Giuseppe Nicolini              | 20 agosto 1799    | Milano, Teatro alla Scala    |
| Il ritratto                                           | opera buffa               | 3 atti | Nicola Antonio Zingarelli      | 12 ottobre 1799   | Milano, Teatro alla Scala    |
| I baccanali di Roma                                   | opera seria               | 2 atti | Giuseppe Nicolini              | 21 gennaio 1801   | Milano, Teatro alla Scala    |
| Il puntiglio (Furberia e puntiglio)                   | opera buffa               | 2 atti | Vincenzo Pucitta               | 7 luglio 1802     | Milano, Teatro alla Scala    |
| La fortunata combinazione                             | opera buffa               | 2 atti | Giuseppe Mosca                 | 17 agosto 1802    | Milano, Teatro alla Scala    |
| La capricciosa pentita                                | dramma giocoso per musica | 2 atti | Valentino Fioravanti           | 2 ottobre 1802    | Milano, Teatro alla Scala    |
| La schiava di due padroni                             | opera buffa               | 2 atti | Valentino Fioravanti           | 15 marzo 1803     | Milano, Teatro alla Scala    |
| Chi vuol troppo veder diventa cieco (I mariti gelosi) | opera buffa               | 2 atti | Giuseppe Mosca                 | 2 luglio 1803     | Milano, Teatro alla Scala    |
| Le finte rivali                                       | melodramma giocoso        | 2 atti | Johann Simon Mayr              | 20 agosto 1803    | Milano, Teatro alla Scala    |
| L'impostore avvilito                                  | opera                     |        | Vincenzo Lavigna               | 11 settembre 1804 | Milano, Teatro alla Scala    |
| Abenamet e Zoraide                                    | dramma per musica         | 2 atti | Giuseppe Nicolini              | 26 dicembre 1805  | Milano, Teatro alla Scala    |
| Coriolano                                             | dramma per musica         | 2 atti | Vincenzo Lavigna               | 20 gennaio 1806   | Torino, Teatro Regio         |
| Idomeneo                                              | opera seria               | 2 atti | Vincenzo Federici              | 31 gennaio 1806   | Milano, Teatro alla Scala    |
| Adelasia ed Aleramo                                   | melodramma serio          | 2 atti | Johann Simon Mayr              | 26 dicembre 1806  | Milano, Teatro alla Scala    |
| Paolo Emilio                                          | opera seria               |        | Jannoni                        | 2 febbraio 1807   | Milano, Teatro alla Scala    |
| Cleopatra                                             | opera                     | 2 atti | Joseph Weigl                   | 19 dicembre 1807  | Milano, Teatro alla Scala    |
| La conquista del Messico                              | dramma per musica         | 2 atti | Ercole Paganini                | 4 febbraio 1808   | Milano, Teatro alla Scala    |
| Il rivale di se stesso                                | melodramma                | 2 atti | Joseph Weigl                   | 18 aprile 1808    | Milano, Teatro alla Scala    |
| Di posta in posta                                     | opera                     |        | Vincenzo Lavigna               | 2 luglio 1808     | Milano, Teatro alla Scala    |
| Coriolano ossia L'assedio di Roma                     | opera seria               | 2 atti | Giuseppe Nicolini              | 26 dicembre 1808  | Milano, Teatro alla Scala    |
| Palmerio e Claudia                                    | dramma per musica         | 2 atti | Vincenzo Lavigna               | 20 gennaio 1809   | Torino, Teatro Regio         |
| Ifigenia in Aulide                                    | melodramma                | 2 atti | Vincenzo Federici              | 28 gennaio 1809   | Milano, Teatro alla Scala    |
| Orcamo                                                | opera                     |        | Vincenzo Lavigna               | 28 febbraio 1809  | Milano, Teatro alla Scala    |
| L'amante prigioniero                                  | opera                     |        | Bigatti                        | 6 maggio 1809     | Milano, Teatro alla Scala    |
| Le rivali generose                                    | melodramma giocoso        | 2 atti | Ercole Paganini e altri autori | 10 giugno 1809    | Milano, Teatro alla Scala    |
| Le avventure di una giornata                          | melodramma buffo          | 2 atti | Francesco Morlacchi            | 26 settembre 1809 | Milano, Teatro alla Scala    |
| La vestale                                            | opera seria               | 3 atti | Vincenzo Pucitta               | 3 maggio 1810     | Londra, King's Theatre       |
| La contadina bizzarra                                 | opera buffa               |        | Giuseppe Farinelli             | 16 agosto 1810    | Milano, Teatro alla Scala    |
| Raul di Créqui                                        | melodramma serio          | 2 atti | Johann Simon Mayr              | 26 dicembre 1810  | Milano, Teatro alla Scala    |
| Abradate e Dircea                                     | dramma per musica         | 2 atti | Giuseppe Nicolini              | 29 gennaio 1811   | Milano, Teatro alla Scala    |
| Fedra                                                 | opera                     |        | Felice Alessandro Radicati     | 5 marzo 1811      | Londra, King's Theatre       |
| Chi non risica non rosica                             | dramma giocoso per musica | 2 atti | Pietro Generali                | 18 maggio 1811    | Milano, Teatro alla Scala    |
| La casa dell'astrologo                                | opera buffa               | 2 atti | Giuseppe Nicolini              | 17 agosto 1811    | Milano, Teatro alla Scala    |
| Virginia                                              | dramma serio per musica   | 3 atti | Pietro Casella                 | 26 dicembre 1811  | Milano, Teatro alla Scala    |
| Tancredi                                              | melodramma serio          | 2 atti | Stefano Pavesi                 | 18 gennaio 1812   | Milano, Teatro alla Scala    |
| La vedova stravagante                                 | opera                     | 2 atti | Pietro Generali                | 30 marzo 1812     | Milano, Teatro alla Scala    |
| La pietra del paragone                                | melodramma giocoso        | 2 atti | Gioachino Rossini              | 26 settembre 1812 | Milano, Teatro alla Scala    |
| Tamerlano                                             | melodramma serio          | 2 atti | Johann Simon Mayr              | 26 dicembre 1812  | Milano, Teatro alla Scala    |
| L'isola di Calipso                                    | opera seria               | 2 atti | Pietro Carlo Guglielmi         | 23 gennaio 1813   | Milano, Teatro alla Scala    |
| Ernesto e Palmira                                     | opera                     |        | Pietro Carlo Guglielmi         | 18 settembre 1813 | Milano, Teatro alla Scala    |
| Castore e Polluce                                     | melodramma serio          | 2 atti | Felice Alessandro Radicati     | 27 maggio 1815    | Bologna, Teatro del Corso    |
| L'imboscata                                           | opera                     | 2 atti | Joseph Weigl                   | 8 novembre 1815   | Milano, Teatro alla Scala    |
| L'eroismo in amore                                    | melodramma serio          | 2 atti | Ferdinando Paër                | 26 dicembre 1815  | Milano, Teatro alla Scala    |
| Margaritta d'Anjou ossia L'orfana d'Inghilterra       | melodramma eroicomico     | 2 atti | Joseph Weigl                   | 26 luglio 1816    | Milano, Teatro alla Scala    |
| Abradate e Dircea                                     | dramma per musica         | 2 atti | Paolo Bonfichi                 | 23 gennaio 1817   | Torino, Teatro Regio         |
| La difesa di Goa                                      | dramma per musica         | 3 atti | Raffaele Russo                 | 17 gennaio 1818   | Torino, Teatro Regio         |
| Adelaide di Borgogna                                  | melodramma serio          | 2 atti | Pietro Generali                | 24 aprile 1819    | Rovigo, Teatro Sociale       |
| Fedra                                                 | melodramma serio          | 2 atti | Ferdinando Orlandi             | 10 giugno 1820    | Padova, Teatro Nuovo         |
| La conquista di Granata                               | melodramma serio          | 2 atti | Giuseppe Nicolini              | 26 dicembre 1820  | Venezia, Teatro la Fenice    |
| Fedra                                                 | melodramma serio          | 2 atti | Johann Simon Mayr              | 26 dicembre 1820  | Milano, Teatro alla Scala    |
| La sciocca per astuzia                                | opera buffa               | 2 atti | Giuseppe Mosca                 | 15 maggio 1821    | Milano, Teatro alla Scala    |
| Elisa e Claudio ossia L'amore protetto dall'amicizia  | melodramma semiserio      | 2 atti | Saverio Mercadante             | 30 ottobre 1821   | Milano, Teatro alla Scala    |
| Mandane, regina di Persia                             | opera seria               | 2 atti | Carlo Coccia                   | 4 novembre 1821   | Lisbona, Teatro São Carlos   |
| Antigona e Lauso                                      | opera seria               | 2 atti | Stefano Pavesi                 | 26 gennaio 1822   | Milano, Teatro alla Scala    |
| La dama locandiera ossia L'albergo de' pitocchi       | opera buffa               | 2 atti | Giuseppe Mosca                 | 8 aprile 1822     | Milano, Teatro alla Scala    |
| La vestale                                            | melodramma serio          | 3 atti | Giovanni Pacini                | 6 febbraio 1823   | Milano, Teatro alla Scala    |
| Le finte amazzoni                                     | opera                     |        | Pietro Raimondi                | 15 maggio 1823    | Milano, Teatro alla Scala    |
| Aspasia e Agide                                       | melodramma serio          | 2 atti | Giuseppe Nicolini              | 8 maggio 1824     | Milano, Teatro alla Scala    |
| Isabella ed Enrico                                    | melodramma semiserio      | 2 atti | Giovanni Pacini                | 12 giugno 1824    | Milano, Teatro alla Scala    |
| La gelosia corretta                                   | melodramma semiserio      | 3 atti | Giovanni Pacini                | 27 marzo 1826     | Milano, Teatro alla Scala    |
| Gli arabi nelle Gallie o sia Il trionfo della fede    | melodramma serio          | 2 atti | Giovanni Pacini                | 8 marzo 1827      | Milano, Teatro alla Scala    |
| Saladino e Clotilde                                   | melodramma tragico        | 2 atti | Nicola Vaccai                  | 4 febbraio 1828   | Milano, Teatro alla Scala    |